# Alex Descas
Alex Descas, né le 1er janvier 1958, est un acteur français.

## Biographie
Alex Descas, enfant de parents ouvriers d'origine antillaise, a grandi à Paris et fait son apprentissage de comédien au Cours Florent. Il intègre ensuite la troupe du Théâtre noir, puis au début des années 1980 passe, sans succès, des auditions pour le cinéma ne faisant que de la figuration basée sur ses origines. Alex Descas doit alors faire des petits boulots d'appoint et se désigne comme « bricoman ».
C'est grâce à la rencontre avec la réalisatrice Claire Denis, pour S'en fout la mort en 1990 qu'il réussit à percer dans le cinéma d'auteur français. Acteur particulièrement « charismatique », il réalisera alors une collaboration de plus de 20 ans avec la réalisatrice avec laquelle il a tourné sept films. Plus récemment, il est connu pour son rôle de commissaire de police dans la série télévisée Un flic d'Hugues Pagan.
En 2018, il tient le rôle de Bruno, qui fait l'objet d'un des quatre portraits audiovisuels masculins projetés dans la pièce À la trace d'Alexandra Badea, mise en scène et réalisée par Anne Théron. Le spectacle, créé au Théâtre national de Strasbourg, est ensuite joué dans d'autres salles françaises, tel que le Théâtre national de la Colline à Paris.

## Filmographie

### Cinéma
Longs métrages
- 1984 : Rebelote de Jacques Richard : l'amant de Nadine.
- 1984 : L'Arbalète de Sergio Gobbi : Le chef des « Blackies ».
- 1985 : Urgence de Gilles Béhat.
- 1985 : Train d'enfer de Roger Hanin.
- 1985 : Justice de flic de Michel Gérard.
- 1986 : Bleu comme l'enfer d'Yves Boisset.
- 1986 : Taxi Boy d'Alain Page : Pascal.
- 1986 : Je hais les acteurs de Gérard Krawczyk : Allan.
- 1986 : Y'a bon les blancs de Marco Ferreri : Le travailleur chez Renault.
- 1987 : Les Keufs de Josiane Balasko.
- 1988 : Furie Rock de Jérôme de Missolz.
- 1990 : S'en fout la mort de Claire Denis : Jocelyn.
- 1991 : Contre l'oubli, segment Pour Dalton Prejean, USA de Denis Amar : Dalton Prejean.
- 1992 : L'Absence de Peter Handke : soldat.
- 1993 : Si loin, si proche ! (In weiter Ferne, so nah!) de Wim Wenders.
- 1993 : J'ai pas sommeil de Claire Denis : Théo.
- 1994 : Le Cri du cœur d'Idrissa Ouedraogo : Ibrahim Sow.
- 1994 : Le Grand Blanc de Lambaréné de Bassek ba Kobhio : Koumba.
- 1996 : Nénette et Boni de Claire Denis : Le gynécologue.
- 1996 : Few of Us de Sharunas Bartas.
- 1996 : Irma Vep d'Olivier Assayas : Desormeaux.
- 1996 : Saraka bô de Denis Amar : Bataille.
- 1996 : Clubbed to Death (Lola) de Yolande Zauberman : Mambo.
- 1997 : Saraka bô de Denis Amar : Bataille.
- 1997 : The House (A Casa) de Sharunas Bartas.
- 1997 : Le serpent a mangé la grenouille d'Alain Guesnier : Yves Le Guen.
- 1998 : Fin août, début septembre d'Olivier Assayas : Jérémie.
- 1999 : Le Dernier Harem de Ferzan Özpetek : Nadir.
- 1999 : Freedom de Sharunas Bartas.
- 2000 : Lumumba, retour au Congo de Raoul Peck : Joseph Mobutu.
- 2001 : Trouble Every Day de Claire Denis : Léo.
- 2002 : La Merveilleuse odyssée de l'idiot Toboggan de Vincent Ravalec, segment Never Twice.
- 2002 : Tèt Grenné de Christian Grandman.
- 2002 : Ten Minutes Older : The Cello, segment Vers Nancy de Claire Denis.
- 2003 : Cette femme-là de Guillaume Nicloux : Denis.
- 2003 : Coffee and Cigarettes de Jim Jarmusch, segment No Problem : Alex.
- 2003 : La Beuze de François Desagnat et Thomas Sorriaux : Shaft.
- 2003 : Tiresia de Bertrand Bonello : Marignac.
- 2004 : L'Intrus de Claire Denis : Le prêtre.
- 2004 : Nord-Plage de Josée Hayot.
- 2004 : Un couple parfait de Nobuhiro Suwa : Patrick.
- 2005 : Les États-Unis d'Albert de Marc-André Forcier : Nolton Barnett.
- 2005 : Nèg maron de Jean-Claude Flamand Barny : Siwo.
- 2005 : Dans tes rêves de Denis Thybaud : Mojo.
- 2007 : Boarding Gate d'Olivier Assayas : Andrew.
- 2008 : 35 Rhums de Claire Denis : Lionel.
- 2009 : The Limits of Control de Jim Jarmusch : Le créole.
- 2009 : Rapt de Lucas Belvaux : Maître Walser.
- 2009 : Persécution de Patrice Chéreau : Thomas.
- 2013 : Les Salauds de Claire Denis : Docteur Béthanie.
- 2013 : La Vie pure de Jérémy Banster : Léon Gontran Damas.
- 2014 : Meurtre à Pacot de Raoul Peck : L'homme.
- 2015 : Le Dos rouge d'Antoine Barraud : Scottie.
- 2016 : Chocolat de Roschdy Zem : Victor, le haïtien.
- 2017 : Un beau soleil intérieur de Claire Denis : Marc, le galeriste.
- 2018 : Volontaire d'Hélène Fillières : Albertini.
- 2018 : Maya de Mia Hansen-Løve : Frédéric.
- 2019 : On ment toujours à ceux qu'on aime de Sandrine Dumas : Juan.
- 2025 : L'Intérêt d'Adam de Laura Wandel : Naïm.

Courts et moyens métrages
- 1995 : Never Twice de Vincent Ravalec.
- 1995 : Portraits des hommes qui se branlent de Vincent Ravalec : narrateur.
- 1995 : Le Banquet de Christel Milhavet.
- 2001 : Le Mal du pays de Laurent Bachet : Kamanda.
- 2003 : La Nuit sera longue d'Olivier Torres : François.
- 2005 : Close-Up de Claude Farge : Ottis.
- 2007 : Chat ! (Kull !) d'Anders Skog : Nkruma.
- 2009 : Négropolitain de Gary Pierre-Victor : Alain.
- 2014 : Voilà l'enchaînement de Claire Denis : Lui.
- 2015 : Rouge, le portrait mensonger de Bertrand Bonello d'Antoine Barraud : Scottie, dans Madeleine d'entre les morts.
- 2015 : Metropole d'Ozal Emier et Virginie Le Borgne : Hector Loden.
- 2017 : Escamotage de Guillaume Foresti : Claude Vannier.
- 2018 : La Nuit d'Ismaël d'Ozal Emier : client de bar.
- 2019 : Un bon tireur d'Aurélien Recoing : Daniel.
- 2020 : Un si beau voyage d'Ozal Emier : Père.
- 2021 : Brûlé neige de Mathieu Glissant : Henri.
- 2025 : Les Resquilleurs d'Ozal Emier et Gaël Kamilindi.

### Télévision
- 1988 : Série noire (série télévisée), épisode Le Manteau de Saint Martin de Gilles Béhat : Jean Gallieni, Rafalimaliva.
- 1991 : A Child from the South de Sérgio Rezende (téléfilm) : Zeto.
- 1993 : Les Mercredis de la vie, épisode Tout va bien dans le service de Charlotte Silvera : Manda.
- 1995 : Un si joli bouquet de Jean-Claude Sussfeld (téléfilm) : Barthélémy.
- 1996 : Les Cordier, juge et flic (série télévisée), épisode Une voix dans la nuit d'Alain Wermus : Sayyid.
- 1996 : Combats de femme (série télévisée), épisode La Vie en face de Laurent Dussaux : Désiré.
- 1998 : L'Honneur de ma famille de Rachid Bouchareb (téléfilm) : Malcolm.
- 1998 : La Poursuite du vent de Nina Companeez  (mini-série) : John Themba.
- 2004 : L'Homme qui venait d'ailleurs de François Luciani (téléfilm) : Pierre.
- 2007 :  Déjà vu de François Vautier (téléfilm) : Kiff.
- 2007 : Les Prédateurs de Lucas Belvaux (série télévisée), 2 épisodes : Pascal Lissouba.
- 2008 : On choisit pas ses parents de Thierry Binisti (téléfilm) : Le juge Mauvoisin.
- 2009 : La Louve de Bruno Bontzolakis (série télévisée), 2 épisodes : David Santini.
- 2009-2012 : Un flic d'Hugues Pagan (série télévisée), 10 épisodes : Schneider.
- 2013 : Césaire, le prix de la liberté de Félix Olivier (téléfilm) : Aimé Césaire.
- 2013 : Un enfant en danger de Jérôme Cornuau (téléfilm) : André.
- 2016 : Nina (série télévisée), saison 2, épisode 4 Reconstruction : Mathias.
- 2018 : Maroni, les fantômes du fleuve d'Olivier Abbou (série télévisée), 4 épisodes : Oscar.
- 2022 : Irma Vep d'Olivier Assayas (mini-série) : Grégory Desormeaux.

## Théâtre
- 1991 : Martin Luther King ou la Force d'aimer, mise en scène A Réa, Théâtre de la Bastille.
- 1991 : Les Chants de Maldoror d'après Lautréamont, adaptation et mise en scène Hans-Peter Cloos, Théâtre Paris-Villette.
- 1993 : Passions secrètes de Jacques-Pierre Amette, mise en scène Patrice Kerbrat, Théâtre Montparnasse.
- 2002 : Le Traitement de Martin Crimp, mise en scène Nathalie Richard, Théâtre national de Chaillot.
- 2004 : Le Pont de San Luis Rey d'après Thornton Wilder, mise en scène Irina Brook, Théâtre de Sartrouville et des Yvelines.
- 2005 : L'Île des esclaves de Marivaux, mise en scène Irina Brook, Théâtre de l'Atelier à Paris.
- 2012 : Race de David Mamet, mise en scène Pierre Laville à la Comédie des Champs-Élysées.
- 2016 : Phèdre(s), mise en scène Krzysztof Warlikowski, Théâtre de l'Odéon.
- 2018 : À la trace d'Alexandra Badea, mise en scène Anne Théron, Théâtre national de la Colline.
- 2019 : Vents contraires de Jean-René Lemoine, mise en scène Jean-René Lemoine, MC93.
- 2021 : La Cerisaie d'Anton Tchekhov, mise en scène Tiago Rodrigues, Festival d'Avignon.
- 2022 : Iphigénie de Tiago Rodrigues, mise en scène Anne Théron, Festival d'Avignon et tournée.

## Doublage

### Cinéma
Films
- 2013 : Only Lovers Left Alive de Jim Jarmusch : Dr Watson (Jeffrey Wright).
- 2013 : Jimmy P. (Psychothérapie d'un Indien des Plaines) d'Arnaud Desplechin : Jimmy Picard (Benicio del Toro).
- 2019 : The Dead Don't Die de Jim Jarmusch : Hank Thompson (Danny Glover).
- 2024 : Drive-Away Dolls d'Ethan Coen : Le Chef (Colman Domingo).
- 2024 : Megalopolis de Francis Ford Coppola : Franklyn Cicero (Giancarlo Esposito).

### Série télévisée
- depuis 2021 : Dom : l'archange (Wilson Rabelo).

## Distinctions
- 1991 : Prix Michel-Simon pour S'en fout la mort.
- 1991 : nommé pour le César du meilleur jeune espoir masculin pour S'en fout la mort.